# Илий
Или́й (др.-евр. עֵלִי‬, Эли́) — герой Первой книги Царств (Книги Самуила), имевший статус первосвященника, судьи Израилева и народного вождя. В 1Цар. 4:18 сообщается, что он «был судьёю Израиля сорок лет».

## Илий и его сыновья
Согласно 1Цар. 1—4, в период, предшествовавший установлению монархии в Израиле (по всей видимости, во 2-й половине XI в. до н. э.), Эли и два его сына, Офни и Финеес (Хофни и Пинхас), были священниками «Храма Господня» в Силоме (Шило), где в то время находилась Скиния и Ковчег Завета. Сыновья Илия были «люди негодные; они не знали Господа» 1Цар. 2:12. Тогда к Илию был послан человек Божий, возвестивший кару за их нечестие. Произошло следующее — во время войны с филистимлянами израильтяне взяли с собой Ковчег Завета, при котором были и священники. Однако Израиль потерпел сокрушительное поражение, оба сына Илия погибли, а Ковчег попал в руки врагов. Узнав об этом, Илий упал со своего седалища, сломал хребет и умер. Впрочем, ему к этому времени было уже 98 лет.
Невестка Илия, узнав о смерти свёкра и мужа, родила сына, которого назвала Ихавод («бесславие»), так как «Отошла слава от Израиля», воскликнула она умирая, «ибо взят Ковчег Божий» (1Цар. 4:22)

## Самуил
Увидев молящуюся бесплодную Анну у Скинии, Илий благословил её, после чего у Анны родился сын Самуил, которого родители из благодарности посвятили Господу. Мальчик стал воспитываться у первосвященника и помогать ему в Храме. Там Самуил услышал голос Бога, Который сообщил о грядущем наказании дому Илия. Мальчик побоялся рассказать об этом первосвященнику, однако тот настоял на рассказе о содержании пророчества и со смирением принял весть о грядущих событиях. После смерти Илия Самуил стал последним судиёй Израиля.